# 민유숙
민유숙(閔裕淑, 1965년 3월 13일~)은 대한민국의 판사 출신으로 대법원의 대법관이었다.
2007년 2월 13일 서울서부지방법원 부장판사로서 여성 최초로 영장전담 판사가 되었다. 2009년 10월 12일 1980년대 신군부에 비판적인 성향을 가진 교사ㆍ공무원 등이 반국가 단체를 결성했다는 이른바 아람회 사건 피해자들에 대해 서울중앙지법 민사합의13부 부장판사에 있을 때 박모(54)씨 등 7명과 그 가족 등 37명이 국가를 상대로 낸 손해배상 청구 소송에서 "국가는 184억여원을 배상하라"며 원고 일부 승소 판결했지만 서울고등법원에서 배상액 24억5천만원으로 대폭 감액된 것에 이어서 대법원에서  시효를 이유로 무효화됐다. 2013년 5월 7일 서울고등법원 형사합의12부 심리로 열린 최동진 조국통일범민족연합(범민련) 남측본부 편집위원장의 항소심 공판에서 민유숙 부장판사는 피고인측 방청객이었던 윤기하 국가보안법피해자모임 회장과 김규철 서울범민련 고문 등에게 발언 기회를 제공하여 이들로부터 “(피고인은) 나라를 위해서 순수한 마음으로 한 게 아니냐. 북한을 반국가단체로 판단해서는 안 되고 남북통일을 위해 화합·단결로 가야 한다”는 취지의 발언을 한 것에 대해 북한을 비판적으로 바라보는 사람들로부터 비판을 받자 민유숙은 “방청석에 있는 분들은 보통 피고인을 쳐다보는데 그날은 절 계속 쳐다보고 손을 들려고 하는 제스처를 취하는 분들이 있어서 말을 해 보라고 했다”고 했다.
2017년 11월 28일에 김명수 대법원장이 민유숙 서울고등법원 판사를 안철상과 함께 박보영 대법관 후임으로 지명하여 문재인 대통령에게 임명제청하였다. 이에 대하여 국회에서 열린 대법관 후보자 인사청문회에서 광주지방법원 판사로 재직할 때 변호사의 청탁을 받고 2명을 죽음에 이르게 한 교통사고 가해자를 보석으로 풀어줬다는 의혹에 대해 "기억에 없습니다"라고 답변했지만 광주지법에서 민유숙의 선임판사로 함께 근무한 방희선 변호사(62·사법연수원 13기)가 ‘주광덕 의원의 의혹 제기는 사실’이라고 하면서 당시 자신이 해당 사건의 담당 판사였는데 개인 사정으로 법원을 잠시 비운 사이에 민유숙이 사건을 맡았다고 하면서“민유숙 후보자가 청탁을 받고 보석을 결정한 사실은 분명하다고 했다. 민유숙의 부군인 문병호 국민의당 전 의원의 친구라고 주장하는 이종걸 의원이 인사청문회 하루 전에   "(민 후보자가) 호남 출신이고. 그 나이에는 자원이 없어요, 대법관 자원이..." 라고 하면서 후보자에 대한 재판 의혹을 덮어달라는 말을 했다고 증인으로 나온 방희선 변호사가 말했다. 또한 교통법규 위반 22차례, 차량 압류 4차례 등으로 인해 준법정신이 있는지 의문이 제기되었지만 배우자가 운전을 한 것이라고 했다. 인사청문특별위원회는 12월 21일 전체회의를 열어 "후보자는 약 28년 동안 법관으로 재직하면서 재판 업무를 통해 법 이론과 실무에 전문성과 경험을 갖추었다는 점에서 대법관으로서의 능력이 인정된다"고 하면서 보고서를 채택했다.
1983년 학력고사 (배화여고 재학생)
외국어선택영역에서 일어선택  340점 만점에 334점 득점
인문계 여자수석
사법연수원시절에 만난 부군이 문병호 전직 국민의 힘 대표위원이다.
1989 제18기 사법연수원
- 1989.02 인천지방법원 판사
- 1990.08 서울가정법원 판사
- 1993.02 광주지방법원 판사
- 1996.02 서울중앙지방법원 판사
- 2001 서울고등법원 판사
- 2002.02 ~ 2006 대법원 재판연구관
- 2007.02 서울서부지방법원 부장판사
- 2009.02 ~ 2011.02 서울중앙지방법원 부장판사
- 2010.05 제10회 세계여성법관회의 아시아태평양지역 이사
- 2011.02 ~ 2013.02 대전고등법원 부장판사
- 2013.02 서울고등법원 부장판사
- 2015.02 ~ 2016.02 서울가정법원 수석부장판사 직무대리
- 2016.02 서울고등법원 부장판사
- 2018.01 ~ 2024.01 대법원 대법관

## 주요 판결
- 서울중앙지방법원 민사합의13부 재판장으로 재직하던 2009년 10월 12일에 아람회 사건 피해자 박모(54)씨 등 7명과 그 가족 등 37명이 국가를 상대로 낸 손해배상 청구 소송에서 "국가는 184억여원을 배상하라"며 원고 일부 승소 판결했다.[4]